# Przemysław Boldt
Przemysław Boldt (ur. 27 sierpnia 1974 roku w Toruniu) – polski piłkarz, grał na pozycji obrońcy.
W swojej karierze najdłużej związany był z Elaną Toruń, której jest wychowankiem. W polskiej pierwszej lidze rozegrał 27 spotkań w barwach Polonii Warszawa, Ruchu Chorzów i Widzewa Łódź. W 2000 roku wywalczył z Polonią Warszawa Mistrzostwo Polski, Puchar Ligi i Superpuchar Polski. Polonia zdobyła Puchar Ligi na stadionie Wojska Polskiego w spotkaniu z Legią Warszawa (1:2), po mocnym strzale Boldta z ponad 30 metrów w 90. minucie meczu.